# Aleurotithius
Aleurotithius is een geslacht van halfvleugeligen (Hemiptera) uit de familie witte vliegen (Aleyrodidae), onderfamilie Aleyrodinae.
De wetenschappelijke naam van dit geslacht is voor het eerst geldig gepubliceerd door Quaintance & Baker in 1914. De typesoort is Aleurotithius timberlakei.

## Soorten
Aleurotithius omvat de volgende soorten:
- Aleurotithius mexicanus Russell, 1947
- Aleurotithius timberlakei Quaintance & Baker, 1914